# Play the Right Thing
Play the Right Thing è un album di Lou Donaldson, pubblicato dalla Milestone Records nel 1991. Il disco fu registrato il 19-20 dicembre 1990 al "Giant Studios" di New York City.

## Tracce
1. Play the Right Thing – 6:24 (Lou Donaldson)
2. Whiskey Drinkin' Woman – 6:05 (Lou Donaldson)
3. Marmaduke – 6:47 (Charlie Parker)
4. Harlem Nocturne – 5:50 (Earle Hagen, Dick Rogers)
5. This Is Happiness – 7:55 (Tadd Dameron)
6. I Had the Craziest Dream – 6:24 (Mack Gordon, Harry Warren)
7. The Masquerade Is Over – 4:15 (Herbert Magidson, Allie Wrubel)
8. Foot Pattin' Time – 6:07 (Lou Donaldson)

## Musicisti
- Lou Donaldson  - sassofono alto
- Lou Donaldson  - voce (brano : 2)
- Lonnie Smith  - organo
- Peter Bernstein  - chitarra
- Bernard Purdie  - batteria
- Ralph Dorsey  - conga